# Roddy Bottum
Roswell Christopher Bottum III, noto come Roddy Bottum (Los Angeles, 1º luglio 1963), è un tastierista statunitense, membro dei Faith No More.

## Biografia
Studia pianoforte fino all'età di 18 anni quando, nel 1982, si trasferisce a San Francisco. Qui conosce il bassista Bill Gould e il batterista Mike Bordin che lo chiamano a sostituire il tastierista Wade Worthington nel gruppo Faith No Man, che da questo momento si chiamerà Faith No More, e col quale rimarrà fino al 1998, anno del loro scioglimento. Tuttavia, il suo apporto artistico al gruppo si ridurrà drasticamente dopo la morte del padre nel 1992, subito dopo l'uscita dell'album Angel Dust. Roddy Bottum ha dichiarato la sua omosessualità in un'intervista del 1993.
Dal 2009, grazie alla reunion del gruppo, è nuovamente impegnato con i Faith No More.

## Discografia

### Con Faith No More
- 1985 - We Care a Lot
- 1987 - Introduce Yourself
- 1989 - The Real Thing
- 1992 - Angel Dust
- 1995 - King for a Day... Fool for a Lifetime
- 1997 - Album of the Year
- 2015 - Sol Invictus

## Filmografia

### Attore
- Tyrel, regia di Sebastián Silva (2018)